# Ribes graveolens
Ribes graveolens är en ripsväxtart som beskrevs av Aleksandr Andrejevitj Bunge. Ribes graveolens ingår i släktet ripsar, och familjen ripsväxter. Inga underarter finns listade i Catalogue of Life.